# Walton Hall (Scottish Borders)
Walton Hall ist eine Villa in der schottischen Ortschaft Kelso in der Council Area Scottish Borders. 1971 wurde das Bauwerk in die schottischen Denkmallisten in der höchsten Denkmalkategorie A aufgenommen. Die zugehörige Torzufahrt ist eigenständig als Kategorie-A-Denkmal klassifiziert.

## Beschreibung
Die Villa liegt an der Roxburgh Street am linken Ufer des Tweed am Westrand von Kelso. Bauherr der 1820 entstandenen Walton Hall war der Verleger und Schriftsteller John Ballantyne. Ballantyne war Freund und Verleger von Walter Scott. Er ließ die Villa erbauen, um dort dem Fischen nachzugehen.
Das einstöckige Gebäude weist einen quadratischen Grundriss auf. Sein Mauerwerk besteht aus Bruchstein mit Natursteindetails. Die Fassaden sind mit Harl verputzt. Der zurückversetzte Eingangsbereich befindet sich mittig an der nordostexponierten Frontseite. Er ist mit ionischen Säulen gestaltet. Giebel bekrönen die flankierenden Fenster. An der Rückseite tritt mittig eine Auslucht semioktogonal heraus. Das Gebäude schließt mit einem schiefergedeckten Plattformdach.
Die zugehörigen Stallungen sind über eine flache Mauer mit gusseisernem Zaun mit der Villa verbunden. Das einstöckige Gebäude war ursprünglich vier Achsen weit, wurde an der Nordseite jedoch um eine Achse erweitert. Der Wagenschuppen schließt mit einem schiefergedeckten Walmdach. Von dem aufsitzenden Dachreiter mit oktogonalem Grundriss ragt eine als Fisch gestaltete Wetterfahne auf.

## Torzufahrt
Eine hohe Bruchsteinmauer grenzt das Anwesen an der Nordseite zur Straße hin ab. Die rechts befindliche, zweiflüglige Torzufahrt ist im Stile eines Triumphbogens mit ionischen Pilastern gestaltet. Das annähernd mittig eingelassene Fußgängerportal schließt mit Rundbogen und Architrav.